# Artistic Infusion
Artistic Infusion est un programme de la Monnaie des États-Unis, créé en 2003, qui invite des artistes américains à créer des motifs pour les pièces et les médailles américaines, notamment la série des pièces américaines d'un quart de dollar des 50 États, et les quarts de dollar America the Beautiful. L'objectif du programme est d'enrichir et de diversifier la conception des pièces et des médailles américaines en faisant appel à une collection d'artistes aux compétences et aux talents artistiques variés.

## Programme
Créé en 2003, le programme Artistic Infusion (AIP) de la Monnaie des États-Unis passe des contrats avec des artistes américains qui représentent des milieux divers et des intérêts variés. L'AIP est spécialement conçu dans le but d'enrichir et de revigorer les dessins des pièces de monnaie et des médailles. Le programme répond à cet objectif en développant un groupe d'artistes externes qui sont prêts à travailler en étroite collaboration avec le personnel de la Monnaie, y compris le graveur en chef et les artistes médailleurs, pour créer et soumettre de nouveaux dessins pour des programmes de pièces sélectionnés.
Les dessins des artistes de l'AIP figurent sur de nombreuses pièces. Dans la plupart des cas, les initiales de l'artiste y figurent, ainsi que les initiales de l'artiste de la Monnaie qui sculpte les dessins sélectionnés. Les informations relatives aux artistes figurent dans les documents historiques, les certificats d'authenticité et le matériel promotionnel.
Les artistes qui rejoignent le programme travaillent dans le cadre d'un contrat de commande à partir de leur propre studio, en fournissant des modèles sous la forme de dessins finis. Selon les dispositions actuelles, ils sont payés entre 2 000 et 3 000 dollars par mission. En outre, ils reçoivent une prime de 5 000 dollars pour chaque dessin sélectionné et utilisé sur une pièce ou une médaille.

## Artistes notoires
- Katelyn Arquette : créatrice du revers de la pièce de 1 dollar du Mississippi de la série de l'innovation américaine de 2023[4] ;
- Chris Costello : créateur, entre autres de l'avers de la pièce de 5 dollars Harriet Tubman de 2024[5] et de celui du demi-dollar Negro League de 2022[6] ;
- Emily Damstra : participe notamment à la série American Women dont elle crée plusieurs revers[7] ;
- Don Everhart : réalise l'avers du demi-dollar Harriet Tubman[8] ainsi que deux revers de la série American Women ;
- Barbara Fox : deux revers de la série America the Beautiful et d'autres pièces commémoratives[9] ;
- Dennis Friel : les revers des dollars Louisiane (2023)[10] et Rhode Island (2022) de la série de l'innovation américaine[11] ;
- Elana Hagler : l'avers du demi-dollar Greatest Generation de 2024[12], le revers du quart de dollar American Women de Sally Ride de 2022[13] et le dollar George H. W. Bush de la série des présidents en 2020[14] ;
- Christina Hess : le revers deux pièces de l'innovation américaine (Kentucky[15] et New Hampshire[16]) et les deux faces du dollar commémoratif du droit de vote des femmes[17] ;
- Thomas Hipschen : crée le revers du demi-dollar Harriet Tubman[18] et celui de deux quarters America the Beautiful (2016[19] et 2017[20]) ;
- Justin Kunz : réalise entrte autres, le revers du demi-dollar Negro Leagues[21] et l'avers commun aux trois pièces commémoratives du Basketball Hall of Fame[22] ;
- Patricia Lucas-Morris : création d'un revers du dollar American Legion de 2019[23], du dollar Lions Club en 2017[24] et du dollar Mark Twain en 2016[25] ;
- Richard Masters : responsable entre autres de l'avers et du revers du demi-dollar American Legion[23] et de l'avers du dollar présidentiel Ronald Reagan en 2016[26] ;
- Frank Morris : créateur des avers du half eagle et du dollar du musée national des forces de l'ordre en 2021[27] et du revers du dollar des US Marshalls en 2015[28] ;
- Laurie Musser : créatrice de l'avers de la pièce de 5 dollars Negro League en 2022[29] et de celui du dollar Christa McAuliffe en 2021[30] ;
- Ronald D. Sanders : réalise deux revers et un avers de la série du mémorial national des forces de l'ordre[31], le revers de la pièce de 5 dollars Mark Twain[32] et participe à plusieurs pièces American Innovation[33] ;
- Benjamin Sowards : participe aux deux programmes de pièces commémoratives de 2024, Greatest Generation[34] et Harriet Tubman[35] ;
- Matt Swaim : crée le revers du demi-dollar Greatest Generation de 2024[36] et l'avers du dollar Negro Leagues en 2022[37] ;
- Heidi Wastweet : créatrice du revers du half eagle Greatest Generation[36] et des deux faces du dollar Purple Heart[38] ;
- Donna Weaver : participe à de nombreux programmes de pièces commémoratives depuis 2007[39] ;
- Beth Zaiken : crée les deux faces du dollar Harriet Tubman en 2024[8].